# Centrum Społeczności Żydowskiej w Krakowie

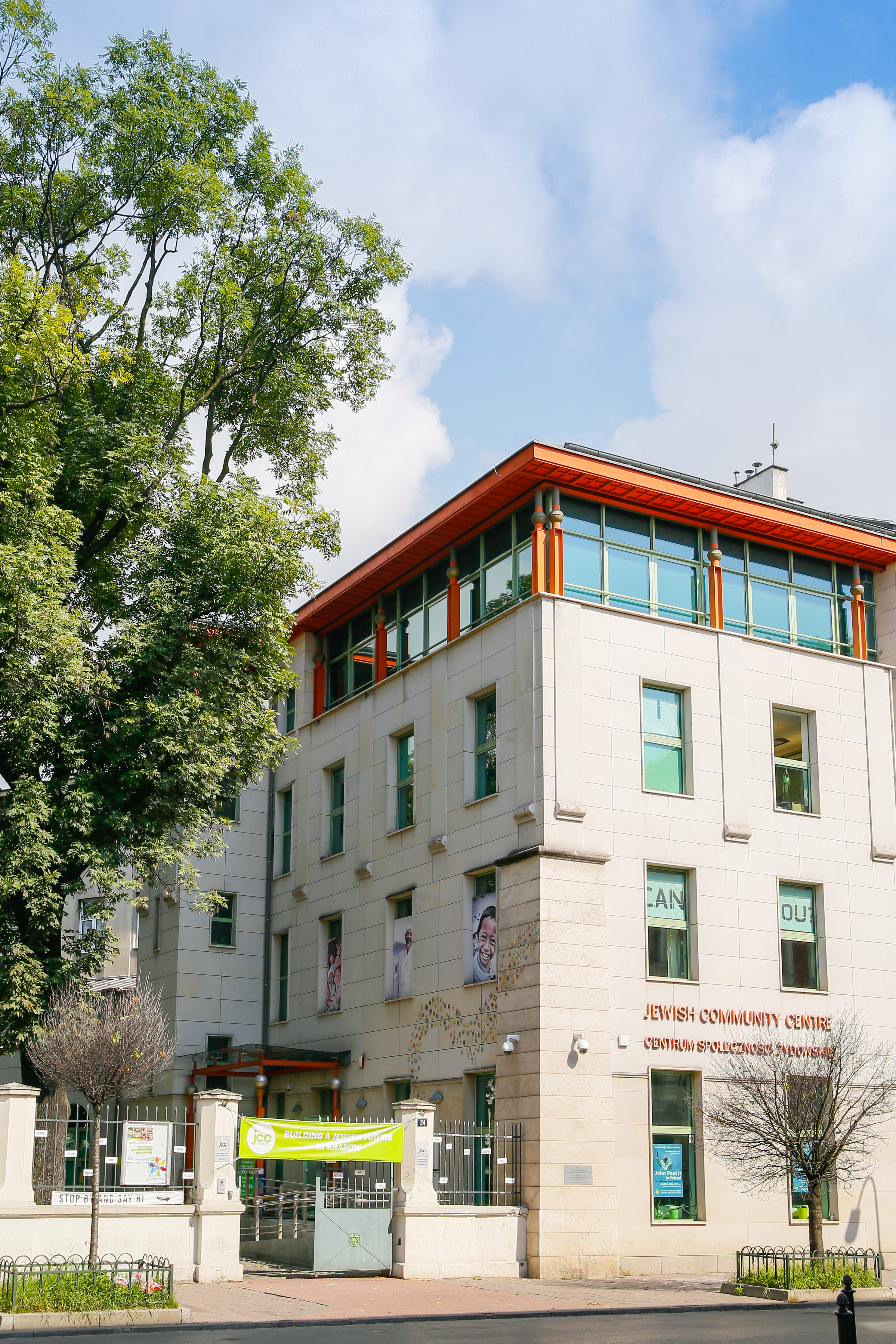
Budynek JCC

Centrum Społeczności Żydowskiej w Krakowie (ang. Jewish Community Centre of Krakow, JCC) – żydowskie centrum edukacyjno-kulturalne znajdujące się na Kazimierzu w Krakowie, przy ulicy Miodowej. Budynek stoi na terenie ogrodu na tyłach synagogi Tempel, w części przystającej do sąsiednich kamienic.

## Historia przedsięwzięcia
12 czerwca 2002 przybył z wizytą do Krakowa książę Walii Karol. Podczas spotkania z przedstawicielami Gminy Wyznaniowej Żydowskiej w Krakowie dowiedział się, że gmina potrzebuje miejsca, w którym jej członkowie mogliby się spotykać poza synagogą. W inicjatywę włączyły się World Jewish Relief i American Jewish Joint Distribution Committee – organizacje wspierające społeczności żydowskie na świecie, głównie w Europie Wschodniej.
14 listopada 2006 w synagodze Tempel odbyła się uroczystość inaugurująca budowę centrum. 29 kwietnia 2008 roku do Krakowa przybyli Karol, książę Walii i jego małżonka Camilla, księżna Kornwalii, którzy uroczyście otworzyli Centrum Społeczności Żydowskiej.

## Działalność
Głównym celem Centrum jest budowanie żydowskiej społeczności w Krakowie. JCC Krakow skupia osoby pochodzenia żydowskiego oraz ludzi zainteresowanych kulturą, religią i tradycją żydowska. W Centrum prowadzone są różnorodne zajęcia, kursy, warsztaty i nauka języków obcych. Cyklicznie odbywają się wystawy, wernisaże, pokazy filmowe, promocje książki oraz wykłady na temat judaizmu, kultury żydowskiej i zasad religijności. Co tydzień w budynku JCC organizowana jest koszerna kolacja szabatowa dla członków. Z okazji świąt żydowskich Centrum organizuje spotkania, imprezy i inne uroczystości. W JCC aktywnie działa Klub Seniora, Żydowski Klub Studencki Hillel GIMEL, a także Centrum Edukacji Wczesnoszkolnej FRAJDA. Wychodząc naprzeciw potrzebom społeczności krakowskiej JCC Krakow oferuje porady genealogiczne dla osób poszukujących swoich korzeni żydowskich.

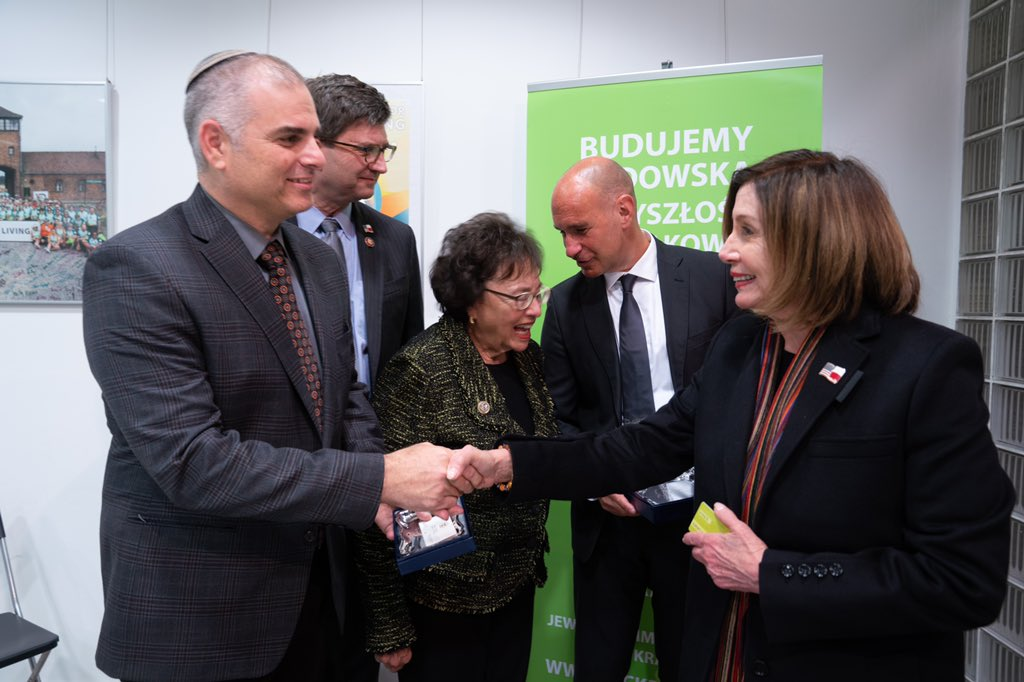
Nancy Pelosi w JCC Kraków podczas wizyty w Polsce w 2020 roku

## Główna aktywność

### Klub Seniora
Klub Seniora to jeden z filarów działalności JCC Kraków, który zrzesza najstarszych członków społeczności żydowskiej. Wielu z nich przetrwało Zagładę i okres komunizmu w Polsce stając się przez to żywą historią. Klub otwarty 6 dni w tygodniu oferuje różne wydarzenia dla członków, jak np. spotkania tematyczne, wspólne posiłki, rehabilitację, wycieczki oraz możliwość wspólnego spędzenia czasu.

### Hillel GIMEL
Klub studencki „Hillel Gimel” zrzesza młodych Żydów i Żydówki (mniej więcej 18–32 lat). Nie jest stowarzyszeniem religijnym, kładzie nacisk na edukację i kulturę, tworząc miejsce zarówno dla ludzi ortodoksyjnie religijnych, jak i zupełnie świeckich. Część działań jest przeznaczona wyłącznie dla członków i członkiń klubu, ale „Hillel Gimel” organizuje również wydarzenia otwarte dla wszystkich.
Pierwotnie klub studencki funkcjonował przez kilka lato jako „Gimel” biorąc swoją nazwę od hebrajskiej litery, która ma wartość numeryczną 3 i dla tego została wybrana jako symbol trzeciego pokolenia po Holokauście. W 2017 roku klub studencki przy JCC stał się częścią międzynarodowej organizacji „Hillel International”, która funkcjonuje na uniwersytetach całego świata gromadząc żydowskie studentki i studentów.

### Centrum Edukacji Wczesnoszkolnej FRAJDA
Otwarte 4 września 2017 Centrum Edukacyjne FRAJDA jest to pierwsze, świeckie centrum edukacyjne dla najmłodszych w Krakowie od czasów przedwojennych. “FRAJDA” realizuje podstawę programową MEN, która poszerzona jest o autorski program dotyczący żydowskiej kultury, tradycji oraz dziedzictwa.

### Wolontariat w JCC
Wolontariat w JCC Kraków skierowany jest do wszystkich, którzy pragną zaangażować się i włączyć w działalność Centrum, poznać jego członków oraz pomóc w organizacji wydarzeń, które na stałe wpisały się w program JCC. W JCC w ciągu roku pomaga ponad 50 wolontariuszy i wolontariuszek, angażując się nie tylko w codzienną aktywność Centrum, ale także w Ride For The Living czy wydarzenie 7@nite. Synagogi Nocą.

### Chór JCC Krakow
Chór JCC Krakow został założony w roku 2012. Repertuar zespołu obejmuje niguny, tradycyjne pieśni w języku hebrajskim i w jidysz o charakterze religijnym, ale także muzykę współczesną.

### Kolacje szabatowe i święta
JCC Krakow organizuje cotygodniowe kolacje szabatowe dla społeczności żydowskiej oraz ich gości, a także urządza obchody ważnych żydowskich świąt takich jak na przykład Purim czy Chanuka.

### Ride For The Living

Uczestnicy Ride For The Living przed bramą Auschwitz, 2018

Ride For The Living (RFTL)  to czterodniowe, największe wydarzenie fundraisingowe organizowane od 2014 roku przez Jewish Community Centre of Krakow (JCC Krakow). Głównym elementem Ride For The Living jest całodzienny, 97-kilometrowy rajd rowerowy, który rozpoczyna się pod bramą Auschwitz-Birkenau w Brzezince, a kończy w JCC Krakow. Rajd odbywa się raz do roku pod koniec czerwca, w czasie Festiwalu Kultury Żydowskiej w Krakowie.
W wydarzeniu biorą udział uczestnicy z całego świata, w tym także członkowie społeczności żydowskiej w Krakowie. Trasa przejazdu symbolizuje pamięć o Holokauście oraz odrodzenie życia żydowskiego w Krakowie.

### 7@nite. Synagogi Nocą
Kraków to jedyne miejsce na świecie, w którym na niewielkim obszarze znajduje się 7 zabytkowych synagog. Stanowią one atrakcję turystyczną, choć tylko niektóre z nich dostępne są na co dzień dla zwiedzających. 7@nite to okazja by odwiedzić wszystkie synagogi, a także wziąć udział w wydarzeniach towarzyszącym zwiedzaniu.

### Działalność edukacyjna

#### Kursy językowe
JCC oferuje liczne kursy językowe dla członków placówki, a także dla osób spoza społeczności żydowskiej. Oferowane są kursy z języka hebrajskiego, języka jidysz oraz języka arabskiego.

#### Warsztaty i wydarzenia
JCC Krakow oferuje także liczne warsztaty oraz wykłady tematyczne takie jak: warsztaty kuchni koszernej, warsztaty tańca izraelskiego, warsztaty kosmetyczne, wykłady o tematyce biblijnej prowadzone przez naszych rabinów, wykłady dotyczące społeczności żydowskiej w Krakowie, a także wiele innych.